# Batalla de Wizna
La batalla de Wizna fue una batalla librada entre las fuerzas alemanas y las fuerzas de Polonia,  al inicio de la invasión de Polonia y tuvo lugar entre 7 y el 10 de septiembre de 1939. 
Es conocida como la batalla de las Termópilas polaca ya que una fuerza muy reducida de este país resistió durante tres días en una pequeña área fortificada ante un ejército alemán numéricamente muy superior antes de ser aniquilados. Tras el comienzo de la invasión a Polonia el ejército alemán se vio obligado a avanzar desde Prusia Oriental hacia la capital Varsovia, lo que obligaba a atravesar las posiciones del Grupo de Operaciones Narew, una importante línea defensiva.
El comandante del área de Wizna, donde se había construido una línea defensiva antes de la guerra, era el capitán Wladyslaw Raginis.
Al mando de Raginis estaban la 8° Compañía de Tiradores del 135° Regimiento de Infantería; un pelotón de ametralladoras pesadas; la 3.ª Compañía de ametralladoras pesadas del Batallón 136°; una Compañía de reservistas Zapadores; un pelotón de artillería de infantería; un pelotón de Exploradores y una Batería de artillería.

## Desarrollo
El 7 de septiembre de 1939, a una semana de empezada la Segunda Guerra Mundial, la Werhmacht con su III Ejército debían avanzar por Prusia Oriental hacía Varsovia, en su camino estaba Wizna, una ciudad fluvial defendida por las fuerzas polacas al mando de Wladyslaw Raginis. Una unidad de reconocimiento del 10.º Ejército al mando del general  Nikolaus von Falkenhorst  tomaron con no pocas bajas Wizna; sus defensores retrocedieron al margen oriental del río Narew.  Los alemanes intentaron tomar el puente en dirección a Gielczyn, pero fue volado por los ingenieros polacos cuando pasaban los tanques panzer, uno de ellos cayó al río.  Entonces los alemanes intentaron vadear el río sufriendo bastantes bajas en el intento, siendo al final repelidos.
Intervinieron entonces las fuerzas del general Heinz Guderian a cargo del III Ejército compuesto por la 3° División Panzer del General Von Schweppenburg, la 20° División Motorizada del General Wiktorian; la 10° División Panzer del General Schaal y la Brigada "Lótzen”,además del apoyo de la Luftwaffe. En total unos 42 000 hombres y 350 tanques contra una desigual fuerza de 700 polacos equipados con ametralladoras pesadas y armas antitanques.
Guderian intentó hacer rendir las fuerzas de Wladyslaw Raginis, utilizando panfletos y comunicados.  Las fuerzas polacas rechazaron la rendición y el 8 de septiembre tanto las fuerzas de Guderian como el 10.º Ejército avanzaron hacía Brzesc, las fuerzas polacas compuestas por dos compañías se agruparon en una línea defensiva de aproximadamente 9 km la cual se extendía desde los pueblos Giełczyn y Kołodzieje por la colina Góra Strękową hasta el poblado Maliszewo.
Hacia el norte en unos 6 búnkeres de hormigón y acero distribuidos cada 1,5 km, la mayoría no estaban completamente terminados, allí se luchó encarnizadamente durante  7 horas causando unos 900 muertos  alemanes y dando de baja 15 tanques.
Atacaron en ese momento los blindados alemanes y uno a uno fueron cayendo los búnkeres que obstruían el paso a las fuerzas germanas, la mayoría de los defensores fueron abatidos, en total unos 660 polacos, el capitán Reginis prefirió el suicidio con su propia granada en su búnker GG-126 que ser tomado prisionero. Los búnkeres fueron dinamitados por los alemanes a su paso y solo se logró capturar unos 40 soldados polacos que fueron salvajemente golpeados antes de ser llevados prisioneros. Unos 40 soldados polacos pudieron escapar del cerco refugiándose en Bialystok.

## Conclusiones
El capitán Wladyslaw Raginis empleó sus limitados recursos lo mejor que pudo y actuó con profesionalidad y sentido del deber ante un enemigo abrumadoramente superior. Así mismo permitió la rendición a sus escasos restantes hombres cuando la situación era crítica, evitando un absurdo e innecesario derramamiento adicional de sangre.
Polonia tardaría aún semanas en capitular ante el avance alemán desde el oeste y el norte, y eventualmente con el ataque de los soviéticos desde el este a partir del día 17.

## En la cultura popular
La batalla de Wizna es el tema de una canción de la banda sueca de power metal Sabaton, titulada "40:1", perteneciente al álbum The Art of War.

### En YouTube
- Sabaton 40:1 en español

- Datos: Q694500
- Multimedia: Siege of Wizna / Q694500